# Schubgliederbandgetriebe

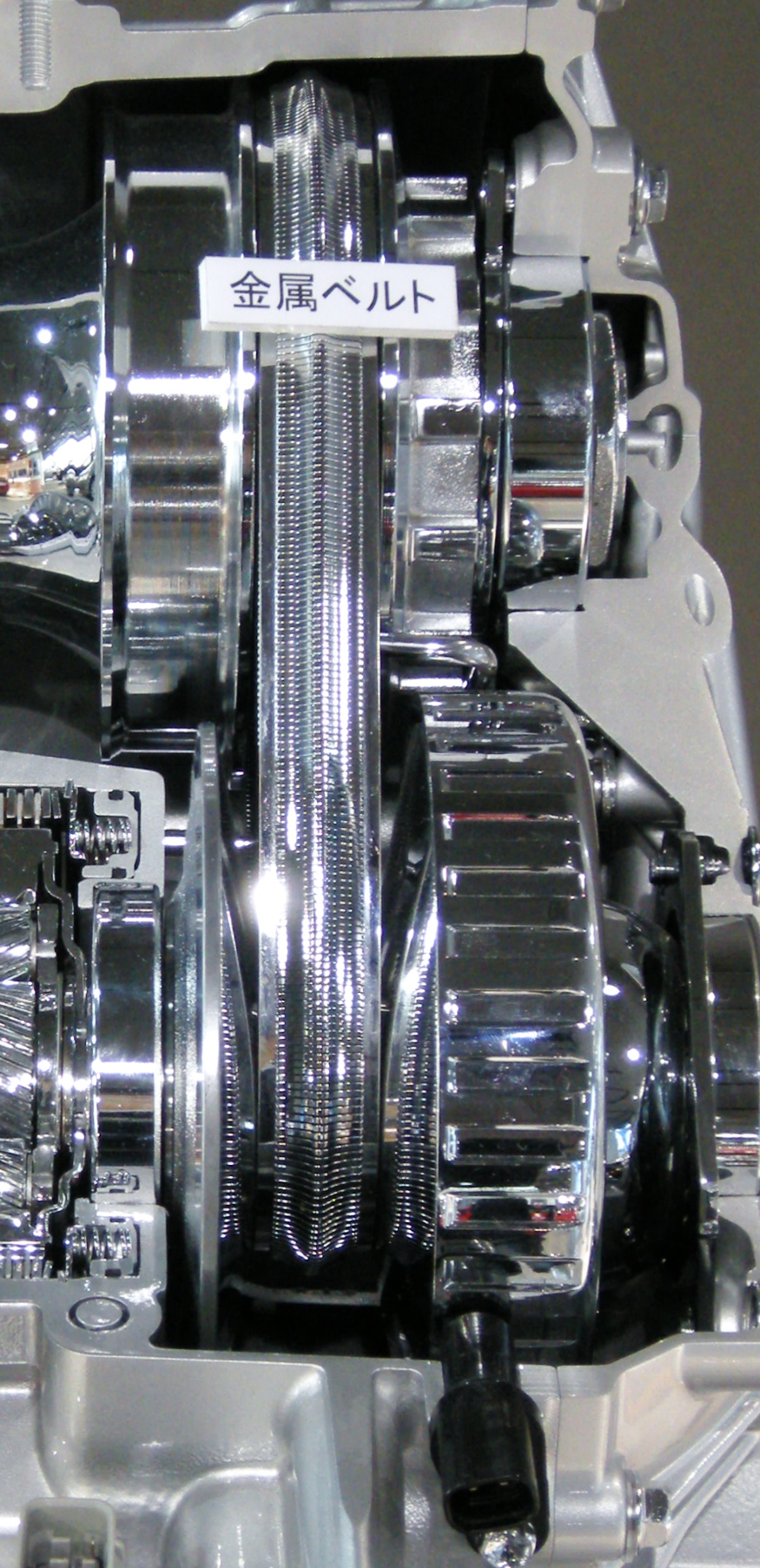
Schubgliederband in einem Toyota Super CVT-i Getriebe

Ein Schubgliederbandgetriebe ist eine Form des stufenlosen Getriebes mit Umschlingung. In Form und Aufbau ist es dem Keilriemengetriebe ähnlich. Allerdings überträgt der Keilriemen im Keilriemengetriebe die Leistung durch Zugkraft, ein Schubgliederband (Schubriemen) überträgt die Kraft durch eine Druckkraft.
Beim Schubgliederbandgetriebe sitzt eine Vielzahl stählerner Lamellen leicht verschiebbar auf einem umlaufenden Spannband. Dieses Spannband zieht die Lamellen durch seine Spannung in die wie Keilriemenscheiben geformten Räder hinein. Da aber die Lamellen auf dem Band verschiebbar sind, können sie die Kraft nicht mit Zug übertragen, weil sie auseinandergezogen würden. Sie stauen sich daher auf der anderen Seite des Antriebes und so wird die Kraft durch Schieben der Lamellen übertragen. Es wird eine Spreizung der Übersetzungen bis 6 erreicht.
Der größte Vorteil gegenüber Keilriemen oder Zugketten ist, dass eine höhere Leistung übertragen werden kann, weil die Kraftübertragung durch Druck entsteht und daher der Vorspannung des Bandes entgegenwirkt, statt sich wie bei Keilriemen oder Laschenketten dazu zu addieren.
Nachteil ist die geringere mögliche Getriebespreizung als bei einer Laschenkette wegen des größeren Minimalradius.
Unter Anderen werden oder wurden folgende Fahrzeuge mit Schubgliederbandgetriebe angeboten:
- Fiat Panda Selecta
- Nissan Murano[3]
- Mitsubishi Space Star (2012)[4]
- Ford Fiesta CTX[5]